# Eric Paterson
Eric Evan Paterson (Edmonton, 11 september 1929 - Sherwood Park, 14 januari 2014) was een Canadees ijshockeydoelman. 
Paterson was lid van de Canadese ploeg die tijdens de Olympische Winterspelen 1952 in Oslo de gouden medaille won. Paterson verdedigde in drie wedstrijden het doel tijdens deze spelen.
Vijftig jaar later was Paterson getuigen van de volgende olympische gouden medaille van de Canadese mannen ijshockeyploeg in Salt Lake City.